# Nokia C5-03
Il Nokia C5-03 è uno smartphone della Nokia.
È stato presentato nell'ottobre 2010. È dotato di fotocamera a 5 megapixel.